# Diane Venora
Diane Venora (East Hartford, Connecticut, 10 d'agost de 1952) és una actriu de teatre, televisió i cinema estatunidenca.
Venora es va graduar a la Juilliard School el 1977 i va fer el seu debut en cinema el 1981 com antagonista d'Albert Finney a Llops humans. Va guanyar el premi del New York Film Critics Circle a la millor actriu secundària pel seu paper a Bird (1988) dirigida per Clint Eastwood. També ha participat en altres pel·lícules com The Cotton Club (1984), Heat (1995), Romeo + Juliet (1996), The Jackal (1997), El dilema (1999) i Hamlet (2000).

## Primers anys
Venora va ser la més gran dels sis fills de Marie (née Brooks) i Robert P. Venora, que posseïa un establiment de neteja en sec. Diane es va graduar a l'East Hartford High School (classe de 1970), durant la qual va estar activa en musicals i obres de teatre. Va estudiar al Conservatori de Música de Boston i dos anys després va guanyar una beca per a la Juilliard School a la ciutat de Nova York, on es va graduar el 1977. A Juilliard va ser membre del Grup 6 del Departament de Drama (1973–1977), on va coincidir amb Kelsey Grammer, Harriet Sansom Harris, i Robin Williams.

## Carrera
Després de la seva graduació, Venora es va dedicar al teatre, sobretot en obres de Shakespeare. Va fer el seu debut en cinema al costat d'Albert Finney i Gregory Hines a Llops humans (1981). El 1983 va protagonitzar la producció de Hamlet de Joseph Papp al New York Shakespeare Festival en el paper principal, la primera dona que va fer el paper al prestigiós aparador. Té una llarga història amb Hamlet, després d'haver interpretat el paper titular, haver interpretat a Ofèlia davant Kevin Kline i a Gertrude a la pantalla davant d'Ethan Hawke.
El 1988, la seva actuació, aclamada per la crítica, a la versió cinematogràfica de Clint Eastwood de la biografia de Charlie Parker, Bird, interpretant Chan Parker, la seva dona, li va valer la nominació al Globus d'Or i el Premi del New York Film Critics Circle.
El 1994, després de prendre's un descans de cinc anys per cuidar la seva filla, Venora va tornar en un paper protagonista a la sèrie de televisió Thunder Alley, seguida d'un paper recurrent com la cirurgià plàstic Geri Infante a la sèrie de televisió Chicago Hope.
El 1995 va actuar amb Al Pacino i Robert De Niro a Heat, guanyant molta atenció tant per part de la crítica com del públic per la seva representació de Justine Hanna, el personatge de dona problemàtica de Pacino. Altres actuacions foren de mare de Julieta a Romeo + Juliet (1996), The Jackal (1997), The 13th Warrior (1999), i El dilema (1999). La seva última actuació al cinema va ser a la pel·lícula de 2010 Totes les coses bones.

## Vida personal
Venora es va casar amb el director de fotografia Andrzej Bartkowiak el 1980; la parella es va divorciar el 1989. El mateix any, va deixar un temps l'actuació per passar més temps amb la seva filla Madzia, llavors de vuit anys. Durant aquest període Venora va viure a la ciutat de Nova York, ensenyant als nens desfavorits i actuant en alguna obra de teatre ocasional. El 1994 Venora i la seva filla es van mudar a Los Angeles.

## Teatre
| Any       | Títol                     | Paper                | Notes    |
| --------- | ------------------------- | -------------------- | -------- |
| 1981      | Penguin Touquet           | Altra (mateixa) Dona |          |
| 1981      | Miss Julie                |                      |          |
| 1982      | A Midsummer Night's Dream | Hippolyta            |          |
| 1982      | Hamlet                    | Príncep Hamlet       |          |
| 1983      | Uncle Vanya               | Yelyna               |          |
| 1984      | Peer Gynt                 | Green Woman          |          |
| 1984      | Messiah                   | Rachel               |          |
| 1985      | Tomorrow's Monday         | Dora Allen           |          |
| 1986      | Largo Desolato            | Lucy                 |          |
| 1986      | A Man for All Seasons     | Lady Margaret More   |          |
| 1986      | The School for Scandal    | Lady Teazle          |          |
| 1989      | The Winter's Tale         | Hermione             |          |
| 1990      | Hamlet                    | Ofèlia               |          |
| 1998      | Tongue of a Bird          | Mare                 |          |
| 1999-2000 | Hamlet                    | Gertrude             |          |
| 2000      | The Seagull               |                      | Director |
| 2000      | Macbeth                   | Lady Macbeth         |          |
| 2001      | Celebration               |                      |          |
| 2001      | The Room                  |                      |          |
| 2001-02   | Necessary Targets         | Zlata                |          |
| 2002      | God of Vengeance          | Sara                 |          |
| 2003      | The Burning Deck          |                      |          |
| 2012      | As You Like It            | Jaques               |          |
| 2016      | 110 Stories               |                      |          |

## Filmografia

### Cinema
| Any  | Títol                          | Paper                        | Notes                                                                                                   |
| ---- | ------------------------------ | ---------------------------- | --- |
| 1979 | All That Jazz                  | Extra                        | No acreditada                                                                                           |
| 1980 | Getting There                  | Melanie                      | Curtmetratge                                                                                            |
| 1981 | Llops humans                   | Rebecca Neff                 | |
| 1984 | The Cotton Club                | Gloria Swanson               | |
| 1985 | Terminal Choice                | Anna Lang                    | |
| 1986 | F/X                            | Ellen Keith                  | |
| 1987 | Ironweed                       | Margaret 'Peg' Phelan        | |
| 1988 | Bird                           | Chan Parker                  | Premi New York Film Critics Circle a la millor actriu de repartiment Premi Sant Jordi de Cinematografia |
| 1995 | Three Wishes                   | Joyce                        | |
| 1995 | Heat                           | Justine Hanna                | Nominada a la millor actriu al Premi de la Chicago Film Critics Association                             |
| 1996 | The Substitute                 | Jane Hetzko                  | |
| 1996 | Surviving Picasso              | Jacqueline Roque             | |
| 1996 | Romeo + Juliet                 | Gloria Capulet               | |
| 1997 | Seed: A Love Story             | Julia                        | Curtmetratge                                                                                            |
| 1997 | The Jackal                     | Maj. Valentina Koslova       | |
| 1999 | True Crime                     | Barbara Everett              | |
| 1999 | The 13th Warrior               | Reinan Weilew                | |
| 1999 | The Joyriders                  | Celeste                      | |
| 1999 | The Young Girl and the Monsoon | Giovanna                     | |
| 1999 | The Insider                    | Liane Wigand                 | |
| 2000 | Hamlet                         | Gertrude                     | |
| 2000 | Looking for an Echo            | Joanne Delgado               | |
| 2001 | Megiddo: The Omega Code 2      | Gabriella Francini           | |
| 2002 | Heartbreak Hospital            | Sunday Tyler / Andrea Harmon | |
| 2004 | Stateside                      | Mrs. Hengen                  | |
| 2005 | Self Medicated                 | Louise Eriksen               | Premi a la millor actriu al Festival de Cinema de Phoenix                                               |
| 2005 | Touched                        | Carole Davis                 | |
| 2008 | Stiletto                       | Sylvia Vadalos               | |
| 2008 | Childless                      | Mary                         | |
| 2009 | Follow the Prophet             | Red                          | |
| 2009 | Little Hercules in 3-D         | Hera                         | |
| 2009 | The Ministers                  | Gina Santana                 | |
| 2010 | Totes les coses bones          | Janice Rizzo                 | |

### Televisió
| Any     | Títol                              | Paper                         | Notes                              |
| ------- | ---------------------------------- | ----------------------------- | ---------------------------------- |
| 1981    | Nurse                              | Ellen Brill                   | Episodi: "Rivals"                  |
| 1982    | A Midsummer Night's Dream          | Hippolyta                     | Telefilm                           |
| 1983    | Cook & Peary: The Race to the Pole | Marie Fidele Hunt             | Telefilm                           |
| 1985    | A.D.                               | Corinna                       | Telefilm                           |
| 1990    | Great Performances                 | Ofèlia                        | Episodi: "Hamlet"                  |
| 1993    | Law & Order                        | Mara Feder                    | Episodi: "Night & Fog"             |
| 1994    | Thunder Alley                      | Bobbi Turner                  | Paper recurrent                    |
| 1994–95 | Chicago Hope                       | Dr. Geri Infante              | Paper recurrent                    |
| 1996    | Special Report: Journey to Mars    | Lt. Tanya Sadavoy             | Telefilm                           |
| 2000    | Race Against Time                  | Dr. Helen Steele              | Telefilm                           |
| 2000    | The Practice                       | Margaret Wakefield            | Episodi: "Appeal and Denial"       |
| 2004    | Class Actions                      | Justine Harrison              | Telefilm                           |
| 2004    | Law & Order: Special Victims Unit  | Marilyn Nesbit                | Episodi: "Home"                    |
| 2005    | Threshold                          | Andrea Hatten / Angela Hatten | 4 episodis                         |
| 2005    | C.S. Lewis: Beyond Narnia          | Joy Gresham                   | Telefilm                           |
| 2006    | Criminal Minds                     | Doris                         | Episodi: "The Fisher King: Part 1" |
| 2007    | Medium                             | Sarah Jane Levitt             | Episodi: "Very Merry Maggie"       |
| 2008    | Eleventh Hour                      | Lea Muller                    | Episodi: "Resurrection"            |
| 2009    | Private Practice                   | Sharon                        | Episodi: "Second Chances"          |
| 2009    | NCIS                               | Shada Shakarji                | Episodi: "Outlaws and In-Laws"     |
| 2010    | Grey's Anatomy                     | Audrey Taylor                 | Episodi: "Push"                    |
| 2010    | The Wish List                      | Brenda                        | Telefilm                           |
| 2016    | The Victorians                     | Mary Rutherford               | Telefilm                           |